# Plebejus lydia
Plebejus lydia är en fjärilsart som beskrevs av Krulikovski 1892. Plebejus lydia ingår i släktet Plebejus och familjen juvelvingar. Inga underarter finns listade i Catalogue of Life.